# Thomas Hogshaw
Thomas Hogshaw (falecido c. 1374), Lorde de Milstead, foi um cavaleiro inglês da casa de Eduardo III de Inglaterra. Ele era o capitão da guarnição do castelo de Guînes, que deteve o cerco das forças francesas comandadas por Geoffrey de Charny entre janeiro e julho de 1352.
Ele casou-se com Emmeline, filha de Edmund de Clevedon. O herdeiro de Thomas foi o seu filho Edmund, que tinha aproximadamente três anos de idade, quando a sua mãe morreu. Edmund morreu quando ainda jovem e os seus herdeiros foram as suas irmãs Joan e Margaret. Joan era casada com Thomas Lovell e Margaret com John Bluet.